# Loblaw Companies Limited
Loblaw Companies Limited er en canadisk dagligvarekoncern, der også driver apotek og bank. Loblaw har en private label, der benyttes på mange af deres dagligvarer og andre produkter. Loblaw er Canadas største dagligvarevirksomhed.